# South Sydney Rabbitohs
South Sydney Rabbitohs (ofte forkortet Souths) er et professionelt australsk rugby league-hold fra Redfern, et kvarter i den indre-sydlige del af Sydney, New South Wales. De deltager i the National Rugby League (NRL) og er ét af de i alt 9 eksisterende hold fra Sydney.
Klubben blev dannet i 1908 som en af de stiftende medlemmer af The New South Wales Rugby Football League, hvilket gør dem til et af Australiens ældste rugby league-hold. The Rabbitohs blev under deres originale foreningsvedtægter fra 1908 dannet for at repræsentere Sydney-kommunerne Redfern, Alexandria, Zetland, Waterloo, Mascot og Botany. Rabbitohs er ét af kun to af de grundlæggende hold (det andet er Sydney Roosters), som stadig spiller i den højeste liga (NRL). 
The South Sydney District Rugby League Football Club er i øjeblikket et datterselskab hvor 75% er ejet af Blackcourt League Investments, som i stedet er 50% ejet af skuespilleren Russel Crowe, og 50% ejet af James Packers Consolidated Press Holdings; de sidste 25% er ejet af klubbens medlemmer. 
The Rabbitohs' traditionelle kerneområde dækker de tidligere arbejderkvarterer i det indre-syd og det syd-østlige Sydney. Klubben har sæde i Redfern, hvor klubbens administration og træningsfaciliteter er placeret. Klubben har dog i lang tid haft en bred fanskare som er spredt over hele New South Wales. Holdets hjemmebane er i øjeblikket Stadium Australia i Sydney Olympic Park. 
Historisk set fra the New South Wales Rugby League (1908-1994), Australien Rugby League (1995-1997), og National Rugby League (1998-1999, 2002-nuværende) er South Sydney det mest succesfulde professionelle hold i australsk rugby league ved at have vundet landets bedste turnering 21 gange.